# Militärmedaille (Niger)
Die Militärmedaille (französisch Médaille militaire) ist eine staatliche militärische Auszeichnung Nigers.

## Zweck, Geschichte und Verleihungspraxis
Mit der Militärmedaille sollen Angehörige der Streitkräfte Nigers, die nigrische Staatsbürger und keine Offiziere sind, ausgezeichnet werden. Es handelt sich um die dritthöchste staatliche Ehrung des Landes nach dem Nationalorden Nigers und dem Verdienstorden Nigers. Die Militärmedaille hat nur eine Ordensstufe.
Die Auszeichnung wurde am 9. August 1963 geschaffen. Ihre Verwaltung obliegt dem Großkanzler der Nationalorden. Das jährliche Kontingent der zu verleihenden Militärmedaillen wird vom Rat der Nationalorden unter dem Vorsitz des Großkanzlers festgelegt.
In der Regel ist ein Dienstalter von 15 Jahren eine Voraussetzung für den Erhalt einer Militärmedaille. Ausnahmen gelten bei einer Belobigung durch den Verteidigungsminister, für eine mutige oder aufopferungsvolle Tat, für im Dienst Verwundete und für Gefallene.
Die Verleihungen finden in der Regel am Nationalfeiertag am 3. August und am Tag der Republik am 18. Dezember durch den Staatspräsidenten in seiner Eigenschaft als Großmeister der Nationalorden statt.

## Gestaltung und Trageweise
Die Auszeichnung besteht aus einer Medaille am Band, einer Anstecknadel, einer Bandschnalle und einer Urkunde, die vom Großkanzler unterzeichnet und vom zuständigen Minister gegengezeichnet wurde.
Die Medaille ist ein achtzackiger weiß emaillierter Stern, der von zwei Hirseähren aus vergoldeter Bronze umgeben ist, die eine Scheibe bilden. Auf der Vorderseite befindet sich eine Sonne aus vergoldeter Bronze mit der Aufschrift Médaille militaire. Auf der glatten Rückseite ist der Schriftzug République du Niger (Republik Niger) angebracht.
Die Medaille wird auf der linken Seite in Brusthöhe getragen.